# Gefecht von Maxen
Pirna – Lobositz – Prag – Gabel – Kolin – Groß-Jägersdorf – Moys – Roßbach – Breslau – Leuthen – Domstadtl – Olmütz – Neisse – Zorndorf – Hochkirch – Kay – Kunersdorf – Hoyerswerda – Maxen – Koßdorf – Landeshut – Liegnitz – Oschatz – Berlin – Wittenberg – Torgau – Döbeln – Burkersdorf – Reichenbach – Freiberg
Das Gefecht von Maxen – auch als Finckenfang von Maxen bekannt – am 20. November 1759 war eine Schlacht zwischen österreichischen und preußischen Truppen während des Siebenjährigen Krieges (1756–1763), die mit der vollständigen Niederlage der 15.000 Preußen unter Generalleutnant Friedrich August von Finck gegen die 32.000 Österreicher unter Leopold Joseph von Daun endete.

## Ausgangssituation
Nach der für Preußen verlorenen Schlacht bei Kunersdorf und dem Abbruch der österreichisch-russischen Offensive nahe der Oder ging Friedrich der Große mit den Resten seines nach Kunersdorf gesammelten Heeres wieder offensiver vor. Um die Situation in Sachsen zu stabilisieren, rückte die Masse dieser Truppen dahin ab und eroberte in der Folge Leipzig, Torgau und Wittenberg zurück. Währenddessen ging Dresden durch Kapitulation der preußischen Garnison unter General Schmettau für Preußen verloren. Zu dieser Zeit vereinigten sich preußische Truppenkontingente unter Prinz Heinrich von Preußen, Generalleutnant Finck und Generalmajor Wunsch gegen die vor Dresden siegreichen Österreicher. Zusätzlich zu diesen Truppen rückten nunmehr die beiden Hauptarmeen – die preußische und die österreichische – nach Sachsen ein. Der Versuch der Hauptarmee der Österreicher unter Daun, die kleinere der beiden preußischen Armeen zu isolieren, scheiterte. Erst Anfang November 1759 konzentrierten sich 60.000 Preußen der Hauptarmee unter ihrem König im Kurfürstentum Sachsen, während die Österreicher sich ausschließlich um Dresden konzentrierten. Zur Sicherung der eigenen Verbindungslinien und zur Bedrohung der österreichischen Versorgungslinien gedachte Friedrich der Große, nunmehr seine Truppen weiträumig zu verteilen. Auch wurde unter dem Kommando von Oberst Friedrich Wilhelm von Kleist eine Kavalleriestreitmacht nach Böhmen entsandt, das dort beispielsweise das Magazin von Aussig zerstörte. Das Korps von Generalleutnant Friedrich August von Finck sollte auf Geheiß Friedrichs des Großen vom 15. November 1759 im Rücken der österreichischen Hauptstreitmacht vor allem die Verbindungsstraße durch das Erzgebirge und das Elbsandsteingebirge aus Böhmen bedrohen. Auf dem Plateau von Maxen gelangte das Korps von Finck mit insgesamt 18 Bataillonen Infanterie und 25 Schwadronen Kavallerie am 18. November 1759 vollständig an, nachdem die Vorhut bereits einen Tag früher Maxen besetzt hatte. Unter diesen Truppen waren insgesamt sieben Infanteriebataillone, die im Kriegsjahr 1759 bereits schwer gelitten hatten und bei weitem unter ihrem Sollbestand waren.

## Aufstellung des preußischen Korps
Die Preußen bezogen ein Lager auf dem Plateau, das von der Hauptarmee Friedrichs des Großen durch einen weitläufigen Wald getrennt war. Im Übrigen war im Rücken der preußischen Truppen der Fluss Müglitz. Das Lager der österreichischen Hauptarmee begann unweit der Preußen im sogenannten Plauenschen Grund.

## Aufmarsch der Österreicher
Die Österreicher planten, die Preußen gleichzeitig aus allen Richtungen anzugreifen. Zu diesem Zweck marschierten die Österreicher bereits am 19. November 1759 los. Eine Angriffskolonne griff unter dem Befehl des Generalleutnants der Reichsarmee Prinz Stolberg-Gedern mit 4.500 deutsch-österreichischen Infanteristen, kroatischer leichter Infanterie (angeblich durch die Kroatenschlucht aus dem Lockwitztal westlich von Maxen) und zwei österreichischen Husarenregimentern östlich von Maxen an. Diese Kolonne sollte unter anderem auch die Flucht der Preußen durch das Müglitztal verhindern. Aus nördlicher Richtung griffen 6.000 Österreicher unter General von Brentano (1718–1764) an. Durch Eis und Schnee vorrückend, griffen 17.000 Österreicher von Südwesten aus Dippoldiswalde an, während aus Richtung Nordosten aus Dohna kommend 3.500 Soldaten zum Angriff antraten. Bereits während des Anmarschs gerieten österreichische Truppen mit einem Versorgungskonvoi der Preußen bei Dippoldiswalde aneinander, wobei es den Preußen gerade noch durch den Einsatz zweier Kavallerieregimenter gelang, den Versorgungskonvoi und dessen Begleittruppen zu retten.

## Schlachtverlauf

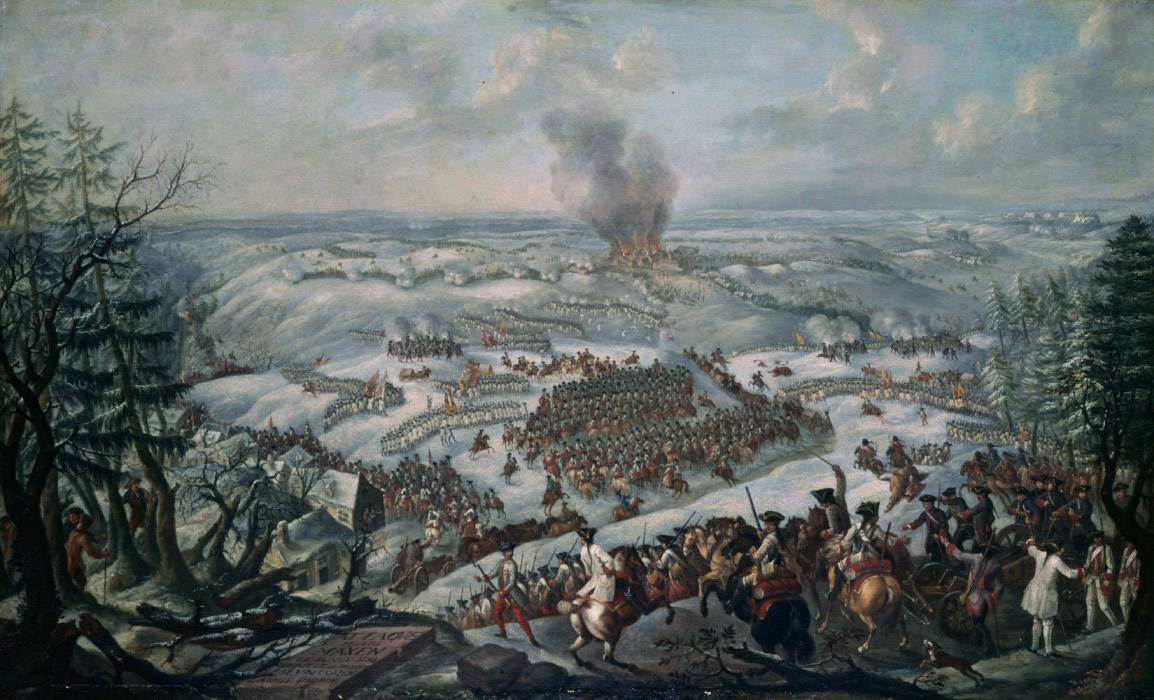
Franz Paul Findenigg: Das Gefecht von Maxen, Heeresgeschichtliches Museum, Wien

Die Österreicher griffen die Preußen mit vier Angriffskolonnen mit insgesamt 32.000 Soldaten der Österreicher und der Reichstruppen gleichzeitig an. Zunächst erfolgte ab 14 Uhr das Eröffnungsfeuer der Artillerie, dem ab 15.30 Uhr ein Infanterieangriff folgte. Der Hauptangriff aus dem Süden teilte sich in vier kleinere Angriffskolonnen der Infanterie, flankiert von der Kavallerie, und war auf das Zentrum der Preußen gerichtet. Die preußischen Truppen mussten sich zunächst hinter die Höhen von Hausdorf zurückfallen lassen, bis die Höhen von der österreichischen Artillerie unter Feuer genommen wurden. Die Maxen vorgelagerten Höhen wurden unter anderem durch drei preußische Grenadierbataillone verbissen verteidigt, während die Soldaten der Infanterieregimenter (Nr. 47) Grabow und (Nr. 38) Zastrow – überwiegend gepresste sächsische Soldaten – flohen und die – die Höhenlinie angreifenden – Österreicher dadurch die Preußen zurückdrängen konnten. Ein Kavalleriegegenangriff des Dragonerregiments Nr. 12 Eugen v. Württemberg brach zusammen. Beim nachfolgenden Sturmangriff der Österreicher auf Maxen selbst wurde dieses durch die österreichische Artillerie in Brand gesetzt. Maxen fiel vorübergehend in österreichische Hände. Das Grenadierbataillon Willemy (Nr. 4 / 16) eroberte Maxen jedoch zurück, während das II. Bataillon des Infanterieregimentes (Nr. 11) Rebentisch – nahezu überwiegend aus Kriegsgefangenen rekrutiert – sich einfach auflöste. Die Grenadierbataillone Willemy und Beneckendorff sowie das Infanterieregiment (Nr. 12) Finck konnten als Nachhut Maxen noch bis in die Dunkelheit halten. Die in der Dunkelheit gebildete Auffangstellung wurde durch weitere Angriffe der Österreicher überrannt. Teilweise konnten einzelne Angriffe durch preußische Truppen noch in der Nacht abgewiesen werden, dennoch waren nach dem Ende der Kämpfe nur noch 2.825 preußische Soldaten der ursprünglichen elf um Maxen konzentrierten Infanteriebataillone einsatzbereit. Mindestens die Hälfte der preußischen Infanterie desertierte bereits während der Schlacht. Lediglich die sieben Bataillone unter General Wunsch bei Dohna waren noch in Reih und Glied. Ein Ausbruchsversuch zur Hauptarmee oder Wiederaufnahme der Kämpfe schienen jedoch aussichtslos. 
Ein Rückzug durch das Müglitztal wurde durch die Wachsamkeit der Österreicher bereits im Keim erstickt. 
Die preußische Kavallerie, welche nahezu überhaupt nicht in das Gefecht eingegriffen hatte, versuchte zwar noch, sich aus der Einschließung zu schleichen, doch kam dieser Fluchtversuch der 1.900 Soldaten bei den schlechten Bodenverhältnissen nur wenige Kilometer weit, bis Finck schließlich kapitulierte.
Neben den 11.000 bis 12.000 unverwundeten preußischen Gefangenen fielen den Österreichern 70 Kanonen, 96 Fahnen und 24 Standarten in die Hände. Zu einem – vor allem von General Finck – erhofften Gefangenenaustausch kam es bis zum Kriegsende nicht mehr, so dass diese Soldaten für den weiteren Kriegsverlauf abgeschrieben werden mussten.
Nach dem Krieg wurde Finck von einem preußischen Militärgericht zu zwei Jahren Festungshaft verurteilt. Folgende Generäle gerieten mit in Gefangenschaft und wurden ebenfalls angeklagt: Johann Jakob von Wunsch (Freispruch), Leopold Johann von Platen, Johann Karl von Rebentisch, Otto Ernst von Gersdorf, Jakob Friedrich von Bredow, Heinrich Rudolph von Vasold, Daniel Georg von Lindstedt, Friedrich Wilhelm von der Mosel.
Das Husarenregiment Gersdorff wurde wegen Versagens aufgelöst. Alle preußischen Truppen von Maxen waren im Nachhinein bei Friedrich dem Großen schlecht angesehen.

## Gefangengenommene preußische Truppenteile
Die bei Maxen gefangengenommenen Truppenteile sind, soweit bekannt, mit den damaligen Bezeichnungen der altpreußischen Armee bezeichnet worden. Kursiv geschrieben ist der Name des jeweiligen Chefs des Regiments bzw. des Kommandeurs des Bataillons. Die Grenadierbataillone wurden nach ihren Kommandeuren genannt, zusätzlich wurde teilweise angegeben aus welchen Regimentern die Grenadierkompanien zur Bildung des Bataillons herausgezogen wurden. Soweit eines der Regimenter ein sogenanntes Füsilierregiment war, ist dies ebenfalls vermerkt.
- Infanterie

- Grenadierbataillon 4 / 16 Willemy (gebildet aus den Grenadierkompanien der Infanterieregimenter Nr. 4 und Nr. 16)
- Grenadierbataillon 13 / 26 Finck
- Grenadierbataillon 19 / 25 Schwerin
- Grenadierbataillon 37 / 40 Manteuffel
- Grenadierbataillon 41 / 44 Beneckendorff
- Stehendes Grenadierbataillon 3 Beneckendorff

- ein Bataillon des Infanterieregimentes (Nr. 9) Schenkendorf
- beide Bataillone des Infanterieregimentes (Nr. 11) Rebentisch
- ein Bataillon des Infanterieregimentes (Nr. 12) Finck
- ein Bataillon des Infanterieregimentes (Nr. 14) Lehwaldt
- ein Bataillon des Infanterieregimentes (Nr. 21) Hülsen
- ein Bataillon des Infanterieregimentes (Nr. 29) Knobloch
- ein Bataillon des Infanterieregimentes (Nr. 36 Füsilier) Alt-Münchow
- I. Bataillon Infanterieregimentes (Nr. 38 Füsilier) Zastrow
- ein Bataillon des Infanterieregimentes (Nr. 45 Füsilier) Hessen-Cassel
- Reste des Infanterieregimentes (Nr. 47 Füsilier) Grabow
- II. Bataillon des Infanterieregimentes (Nr. 48 Füsilier) Sallmuth
- Reste des Infanterieregimentes (Nr. 55 Füsilier, früheres sächsisches Regiment Lubomisky) Hauss

- Freibataillon Nr. 3 Salenmon

- Kavallerie

- Kürassierregiment (Nr. 6) Vasold
- Kürassierregiment (Nr. 7) Horn
- Kürassierregiment (Nr. 9) Bredow
- Dragonerregiment (Nr. 11) Jung-Platen
- Dragonerregiment (Nr. 12) Eugen v. Württemberg
- Husarenregiment (Nr. 6, auch Braune Husaren) Werner
- Husarenregiment (Nr. 7) Gersdorff

## Bedeutung von Maxen
Ohne große Auswirkungen für den weiteren Kriegsverlauf führte der Finckenfang von Maxen dazu, dass sich der Ruf von Feldmarschall Leopold Joseph Graf Daun besserte. Beide Hauptarmeen überwinterten nunmehr in der Gegend von Dresden. Herausragend machte das Gefecht von Maxen, dass während des Kampfes die Hälfte der preußischen Infanterie desertierte. Mitschuld am schlechten Abschneiden ist vor allem die schlechte Moral der preußischen Truppen gewesen. Die wenige Monate spätere Schlacht bei Landeshut mit ähnlichem Ausgang war bei weitem nicht so katastrophal, da die Preußen kämpften, bis sämtliche Munition aufgebraucht war und die Kavallerie sich erfolgreich aus der Umklammerung freikämpfen konnte. Der preußische König Friedrich II. verzieh Finck die Kapitulation nicht: ...es ist ein ganz unerhörtes Exempel, dass ein preußisches Korps das Gewehr vor dem Feind niederleget.... Noch ein Jahr später schrieb Friedrich der Große in einem Brief, dass wenn wir unterliegen, müssen wir unseren Untergang auf den Tag des schändlichen Abenteuers von Maxen zurückdatieren....

### Bedeutung im Vergleich zum Gefecht von Gabel
Maxen war im Siebenjährigen Krieg nicht das erste Mal, bei welchem die Truppen Österreichs komplette preußische Truppenteile zur Aufgabe zwingen konnten. So gelang es beispielsweise am 15. Juli 1757 bei Gabel, vier Bataillone einzukesseln und gefangen zu nehmen.

### Niederlage des Detachements Diericke
Nur dreizehn Tage nach dem für Preußen so verheerenden Gefecht von Maxen geriet am 3. Dezember 1759 Generalmajor Diericke mit drei Bataillonen preußischer Infanterie bei Meißen in ein Gefecht mit ihm überlegenen österreichischen Truppen, wobei die drei preußischen Bataillone zerschlagen wurden und Diericke mit 1.500 Soldaten in Gefangenschaft geriet.

### Bedeutung für den westlichen Kriegsschauplatz
Der Verlust der Kavallerieregimenter war so verheerend, dass Friedrich der Große sich gezwungen sah, einen großen Teil der preußischen Kavallerie vom westdeutschen Kriegsschauplatz (mindestens zehn Schwadronen Dragoner) abzuberufen, um die verlorene Kavallerie zu kompensieren. Nur in Teilen konnten die abgezogenen Soldaten ersetzt werden.